# Vranck van Borselen
Vranck van Borselen (Francon de Borsele) (né vers 1396 - mort le 19 novembre 1470 à Brielle), était un noble zélandais.

## Rencontre avec Jacqueline de Hainaut
Francon de Borselen était seigneur de Voorne, de Zélande et Maartensdijk (où se trouvait son château principal), seigneur de Zuylen, 'stahouder' de Hollande et de Zélande pour les comtes de Hollande (les comtes de Hollande étaient, à cette époque, les ducs de Bavière-Straubing, comtes de Hainaut : la Hollande était un héritage en provenance de  l’ancienne Maison d’Avesnes comte de Hainaut, XIIIe-XIVe s.). Il le fut également pour Philippe le Bon après que Jacqueline de Bavière eut transmis la régence de ses terres à ce dernier (traité de Delft, 1428). La comtesse s’étant installée, dès 1429, à Goes en Zélande, Frank devint son « geôlier » chargé par le duc de la surveiller. Jacqueline et Frank tombèrent amoureux l’un de l’autre : il déboursa  de ses propres deniers pour suppléer aux besoins de la comtesse.

## Conflit avec le duc de Bourgogne
Toutefois, Philippe le Bon ayant appris qu’ils s’étaient mariés secrètement (un soir de juillet 1432, vers 23 h., l’union avait été célébrée et bénie secrètement par le chapelain Albrecht, dans la chapelle Ste-Marie du Binnenhof  à La Haye), Francon van Borselen tomba en disgrâce : Philippe le Bon le fit incarcérer au château de  Rupelmonde et le condamna à mort pour félonie. La comtesse avait en effet promis de ne pas se remarier sans l'accord du duc de Bourgogne selon une des clauses du traité de Delft de 1428. Cependant, avant de mettre sa menace à exécution et, par l’intermédiaire de la comtesse douairière du Quesnoy (en Hainaut), Marguerite de (Valois) Bourgogne, mère de Jacqueline, Philippe le Bon proposa un nouveau marché : il laissait le choix à Jacqueline, 
- soit elle lui cédait à titre définitif tous ses États, épargnant la vie de son nouvel époux, 
- soit il exécuterait Frank van Borselen. Jacqueline choisira sans hésiter la première proposition et un nouveau traité sera signé à La Haye, le 12 avril 1433, par lequel elle délaissa tous ses États, titres et droits, à son cousin Philippe, épargnant en contrepartie son quatrième époux, d’une exécution. Elle et son  époux  ne conserveront que le titre de « comtesse et comte d’Ostrevant »  et recevront en compensation de Philippe le Bon, une modeste rente annuelle ponctionnée sur les revenus du comté d’Ostrevant (en Hainaut).
Par cette renonciation de ses titres et de ses États, Jacqueline mit ainsi un terme à une certaine forme d’autonomie séculaire de ses comtés et seigneurie accumulés et gouvernés par ses aïeux. Ses États étant dorénavant fondus dans une centralisation d’États dits « États bourguignons ».
Le couple sera relégué en Hollande méridionale au château de Teylingen, domaine des comtes de Hollande.

## Veuvage et dernières années
Frank, avec le temps, obtint à nouveau quelques faveurs de Philippe le Bon : il sera régulièrement envoyé en mission par son souverain.
Jacqueline décéda de la phtisique dans son château de Teylingen en Hollande, le 8 (9 ?) octobre 1436. Vranck van Borselen lui offrit de somptueuses funérailles.
Vranck van Borselen vécut encore à Teilingen où il mourut en 1470. Il semble être rentré définitivement en grâce auprès du duc de Bourgogne puisqu’il devint en 1445 chevalier de l’ordre de la Toison d'or. Il ne se serait jamais remarié. Il fut enseveli à Sint-Maartensdijk, sur l’île de Tholen en Zélande.
Au début de leur mariage, les nouveaux époux vécurent au château familial van Borselen à  Voorne (Oostvoorne) durant quelques semaines. C’est ainsi que le château fut prénommé le château de Jacqueline (Jacobaburcht (nl)).